# Ekrem Celil
Ekrem Celil (Kărdžali, 20 febbraio 1980) è un ex sollevatore turco campione europeo che ha gareggiato nella categoria dei pesi leggeri (fino a 69 kg.).

## Carriera
Nato in Bulgaria da una famiglia di etnia turca, Celil iniziò a praticare il sollevamento pesi in un club della sua città e nel 1998 si trasferì in Turchia, venendo inserito nella squadra nazionale turca di sollevamento pesi a partire dal 2000.
Dopo appena un anno con la nuova squadra nazionale, Celil fu subito in grado di vincere la medaglia d'oro ai Campionati europei di Trenčín con 322,5 kg. nel totale.
Nel 2003 ritornò sul podio ai Campionati europei di Loutraki, ottenendo la medaglia di bronzo con 325 kg. nel totale, dietro al bulgaro Gălăbin Boevski (347,5 kg.) e all'azero Turan Mirzəyev (340 kg.).
L'anno successivo conquistò il suo secondo titolo europeo ai Campionati europei di Kiev con 337,5 kg. nel totale, battendo il bulgaro-croato Nikolaj Pešalov (330 kg.) ed il bielorusso Sjarhej Laŭrenaŭ (325 kg.).
Ai Campionati mondiali di sollevamento pesi Ekrem Celil ottenne come miglior risultato un 4º posto nell'edizione di Varsavia 2002 con 332,5 kg. nel totale.